# 黄织纹螺
黄织纹螺（学名：Nassarius hiradoensis），是新腹足目织纹螺科织纹螺属的一种。主要分布于中国，常栖息在潮间带。